# Världsstickningsdagen
Världsstickningsdagen, på engelska: Worldwide Knit in Public Day ungefär Världsomspännande stickning i-offentligheten dagen, är en temadag som främjar stickning med ursprung i USA. Den initierades av Danielle Landes år 2005. Namnet till trots anordnas världsstickningsdagen i en dryg vecka från andra lördagen i juni till söndagen påföljande vecka varje år.
Danielle Landes ville synliggöra stickandet, visa att det kan vara en social syssla och att det inte bara är gamla tanter som stickar. Världsstickningsdagen uppmuntrar därför särskilt till stickning på offentliga platser, vilket avspeglas i det engelska namnet. Dagen har bland annat uppmärksammats i Australien, Finland, Frankrike, Irland, Kina, Norge, Storbritannien, Sverige, Sydafrika och USA.